# Giải vô địch bóng đá thế giới 2022 tại Việt Nam
Giải vô địch bóng đá thế giới 2022 tại Việt Nam là ảnh hưởng của sự kiện Giải vô địch bóng đá thế giới 2022 tại Việt Nam. Việt Nam được xem là một trong những quốc gia có số lượng người hâm mộ bóng đá đông đảo. Đến ngày 26 tháng 10 năm 2022, VTV chính thức sở hữu bản quyền của Giải vô địch bóng đá thế giới 2022 và phát sóng miễn phí trên kênh này trên toàn bộ lãnh thổ.

## Văn hóa

### Trước thềm thi đấu
Tại Thành phố Hồ Chí Minh, sau 2 năm bị ảnh hưởng bởi đại dịch COVID-19, trước thềm thi đấu của World Cup 2022 vẫn còn khá trầm lắng tại Việt Nam khi so sánh với World Cup 2018 tại Nga. Mặc dù vậy, không khí giải bóng đá lớn nhất hành tinh cũng vẫn bắt đầu nóng dần ở các quán cà phê và nhà hàng địa phương. Trong khi đó tại Hà Nội, không khí bóng đá được giới báo chí gọi là rất nóng bỏng, ngập tràn trên khắp các con phố, các quán cà phê...

## Phát sóng
Sau thời gian dài đàm phán thì ào ngày 26 tháng 10 năm 2022, VTV chính thức sở hữu bản quyền của Giải vô địch bóng đá thế giới 2022 và phát sóng miễn phí trên kênh này trên toàn bộ lãnh thổ. Ngoài chi phí của VTV thì bản quyền World Cup 2022 tại Việt Nam còn có sự hỗ trợ của VPBank, Vingroup, LienVietPostBank, Techcombank, SHB và T&T Group.
Các kênh sóng của VTV sẽ phát sóng bao gồm VTV2, VTV3, VTV5, VTV5 Tây Nam Bộ và VTV Cần Thơ. Trong đó, lễ khai mạc và lễ trao cúp vô địch sẽ được trực tiếp trên hai kênh sóng là VTV Cần Thơ và VTV2.
Ngày 19 tháng 11 năm 2022, Tổng công ty Viễn thông Viettel công bố dịch vụ truyền hình Viettel TV360 đã chính thức có bản quyền tiếp phát sóng toàn bộ giải đấu World Cup 2022 trên lãnh thổ Việt Nam.

## Chương trình truyền hình
| Tên chương trình              | Kênh sóng            | Nội dung                                                                                     | Trình chiếu                                                                      | Ghi chú       |
| ----------------------------- | -------------------- | -------------------------------------------------------------------------------------------- | -------------------------------------------------------------------------------- | ------------- |
| World Cup từ A đến Z          | YouTube VTV Thể Thao | Được BTV Quốc Khánh và BLV Anh Quân dẫn dắt và mang đến những thông tin thú vị về World Cup. | 12:00 hằng ngày (19/11 - 18/12/2022)                                             | [ 11 ]        |
| Nóng cùng FIFA World Cup 2022 | VTV3                 | Diễn ra với sự xuất hiện của 32 cô gái nóng bỏng đại diện cho 32 đội tuyển.                  | Trước trận đấu 20:00 thứ 2 - thứ 6, 21:10 thứ 7 và chủ nhật (17/11 - 18/12/2022) | [ 12 ] [ 13 ] |
| Sôi động bóng đá thế giới     | VTV3                 | Chương trình đưa tin bên lề về World Cup 2022.                                               | 18:40 hằng ngày (1/11 - 19/12/2022)                                              | [ 14 ]        |
| Bóng đá là số 1               | VTV3                 | Chương trình đưa tin bên lề về World Cup 2022.                                               | 18:40 hằng ngày (3 - 31/10/2022)                                                 | [ 14 ]        |

## Tệ nạn

### Cá cược
Lực lượng Công an tại Việt Nam cho biết, tội phạm cá độ trên không gian mạng có xu hướng diễn biến phức tạp, nhất là trước thềm World Cup 2022.
Trung tướng Tô Ân Xô cho biết, các đường dây cá độ bóng đá được hình thành bởi các đối tượng cầm đầu tổ chức cờ bạc chuyên nghiệp, thường là những đối tượng hình sự, giới “anh chị", móc nối với “nhà cái” quản lý các trang web cá độ (M88.com, Fun88.com, Bong88.com…) có máy chủ đặt tại nước ngoài để thiết lập chia nhỏ cho các chân rết tổ chức cá độ bóng đá trên không gian mạng tại Việt Nam, với nhiều hình thức quảng cáo, chào mời hấp dẫn công khai bằng tiếng Việt.
Ngày 30 tháng 11, thông tin từ Công an tỉnh Lạng Sơn cho biết, các đơn vị chức năng đã triệt phá thành công đường dây cá độ bóng đá lớn xảy ra trên địa bàn. Các đối tượng đã lập 11 tài khoản cá độ bóng đá liên tỉnh trên mạng với số tiền khoảng trên 100 tỷ đồng.

### Trộm cắp
Theo dự báo của tờ báo Bình Luận, vào những tháng cận tết cộng với World Cup diễn ra vào thời điểm cuối năm cũng là lúc mà tội phạm trộm cắp, cướp giật tài sản sẽ gia tăng hoạt động.

### Tự tử
Trong một bài viết của VTV có đăng tải, "Mùa giải qua đi, nhiều người đối diện với món nợ hàng trăm triệu, thậm chí cả tỉ đồng. Tội phạm trộm cắp, cướp của giết người, thậm chí là hành vi tự tử cũng theo đó gia tăng, trở thành nối nhức nhối sau mỗi mùa bóng lăn". Ở những mùa giải World Cup trước đó, tình trạng này cũng đã xuất hiện tại Việt Nam.